# J. Oberwalder & Co.
Das Unternehmen J. Oberwalder & Co. war zu Zeiten der österreichisch-ungarischen Monarchie eine bedeutende Strohhut-Fabrik. Sie befand sich in Domžale nahe Laibach, im heutigen Slowenien.

## Geschichte

Die Fabrik J. Oberwalder & Co. in Domschale (um 1900)

Faktura mit der Ansicht der Fabrik in Domschale (1913)

Die Strohhutfabrikation erfuhr Ende des 19. Jahrhunderts in Österreich-Ungarn in relativ kurzer Zeit einen großen Aufschwung. Führend in diesem Industriezweig war das Unternehmen der Familie Oberwalder.
Den Grund zur österreichischen Strohhut-Industrie bildete anfangs der Hausierhandel mit Strohhüten, die größtenteils aus Italien bezogen wurden. Mit diesem Handel befassten sich mehrere Bewohner des Defereggentales in Tirol, welche ganz Österreich-Ungarn bereisten. Dieser Gilde gehörte auch Jakob Oberwalder (1829–1912) an, der im Jahre 1858 mit einigen hundert Gulden nach Wien ging, um dort ein Geschäft zu gründen. Aus den bescheidenen Anfängen wurde durch Oberwalder bald ein florierendes Unternehmen.
Anfänglich ging die Arbeit noch langsam, da die Hüte wegen Mangel an Maschinen mit der Hand erzeugt werden mussten. Allmählich vergrößerte sich das Unternehmen, da sich auch die beiden Brüder und mehrere Verwandte Jakob Oberwalder's daran beteiligten. Bereits im Jahre 1870 erbaute die Firma in Domzale bei Laibach eine Fabrik. Der Grund zur Wahl dieses Ortes war das stetige Anwachsen der Haus-Industrie in der Gegend um Laibach, wo man schon seit mehreren Jahren die sogenannten glatten, kreuzgenähten Hüte nach italienischem Muster verfertigte. Die lokale Bevölkerung besaß umfangreiches notwendiges Fachwissen, das Potential aus diesem Handwerk durch gezielte Pflege und Ausbildung einen modernen Industriezweig zu gestalten war also vorhanden.
Einen gänzlichen Umschwung erfuhr die Strohhut-Industrie durch die Erfindung der Nähmaschinen, die im Jahre 1879 eingeführt wurden. Dadurch konnte das Siebenhalmgeflecht erst zur vollen Geltung gelangen und die Möglichkeit bot sich, den Strohhut fabriksmäßig herzustellen und ihm einem breiten Kundenspektrum anzubieten. Bereits zu der Zeit kamen chinesische und japanische Geflechte in großem Masse auf den Markt.
Das Strohgeflecht kam als Rohmaterial in die Fabrik, wurde sortiert und je nach Bedarf gebleicht und gefärbt. Dies war ein Verfahren, das eine besondere Genauigkeit und Fertigkeit bedurfte. Das so präparierte Geflecht wurde dann aus der Maschine zu Hüten vernäht, appretiert, auf die betreffenden Zinkformen aufgezogen, nach dem Trocknen in die Presse gelegt und einem der Geflechtsart und der Temperatur der Metallform entsprechenden Atmosphärendruck ausgesetzt. Somit war der Hut bis auf die Garnierung fertig.
Die Fabrik wurde in Jahren 1879, 1891 und 1893 durch große Zubauten und Vermehrung der Arbeitskräfte zu einer der bedeutendsten dieser Branche in Österreich-Ungarn emporgebracht. Gemeinsam mit den damals neuesten Einrichtungen, besaß sie eine eigene Färberei und Bleicherei, Formgießerei, Schlosser- und Tischlerwerkstätten und entsprach ebenso allen sanitären Anforderungen durch ausgedehnte Kanalisierung und Ventilationen. Die Räumlichkeiten waren groß und licht um dem Arbeitspersonal akzeptablere Arbeitsbedingungen zu schaffen. Das schwere Erdbeben von 1895 jedoch traf das Unternehmen empfindlich, an den Gebäuden wurde bedeutender Schaden verursacht. Um 1900 beschäftigte die Firma in Domzale weit über hundert Arbeiter beiderlei Geschlechtes und besaß größere Niederlagen in Wien, Prag, Lemberg und Hermannstadt, welche zum Teile auch eigene Fabrikation betrieben. Eine zunehmend wichtigere Stellung nahm im Laufe der Zeit der Export ins Ausland ein, wo sich das Unternehmen Oberwalder einen scharfen Konkurrenz ausgesetzt sah. Die Oberwalder'schen Strohhüte erhielten mehrere Auszeichnungen wie die Fortschrittsmedaille der Weltausstellung 1873 in Wien und die goldene Medaille der Triester Ausstellung 1882. Zur Kundschaft gehörten nicht nur Bürger und der Adel, sondern auch der kaiserliche Hof. Auf Grund der hohen Qualität der Produkte und der Verdienste erhielten die Inhaber den k.u.k. Hoflieferantentitel und durften das Unternehmen somit K.u.k. Hof-Strohhut-Fabrik nennen.
Der Erste Weltkrieg und der Zusammenbruch der Monarchie brachte schwere Zeiten. Der traditionelle Absatzmarkt brach mit der Zersplitterung von Österreich-Ungarn auseinander. Zusätzlich entwickelte sich der Modetrend nach dem Ersten Weltkrieg zunehmend in die Hutlosigkeit, was die traditionellen Firmen schwer belastete. Domžale kam 1918 zum neugegründeten Königreich der Serben, Kroaten und Slowenen. Die Betriebe wurden unter staatlicher Aufsicht gestellt und 1932 wurden einige volksdeutsche Fabriksbesitzer der Gegend gezwungen, ihre Besitztümer aufzugeben und zu flüchten.